# Hannah Tinti
Hannah Tinti (Salem, 1972) è una scrittrice statunitense.

## Biografia
Nata a Salem nel 1972, vive e lavora a Brooklyn.
Laureata nel 1994 al Connecticut College, ha ottenuto un master all'Università di New York.
Dopo aver lavorato in librerie, riviste e case editrici, nel 2002 ha co-fondato il magazine One Story ricoprendone la carica di capo-redattrice per 13 anni.
Autrice di due romanzi e di una raccolta di racconti, insegna scrittura creativa all'Università di New York.

## Opere principali

### Romanzi
- Il buon ladro (The Good thief , 2008), Torino, Einaudi, 2010 traduzione di Valeria Raimondi ISBN 978-88-06-20252-1.
- Le dodici vite di Samuel Hawley[7] (The Twelve Lives of Samuel Hawley, 2017), Roma, Nutrimenti, 2018 traduzione di Sandro Ristori ISBN 978-88-6594-579-7.

### Racconti
- Animal Crackers, Torino, Einaudi, 2005 traduzione di Giovanna Granato ISBN 88-06-17826-1.

## Premi e riconoscimenti
- Center for Fiction First Novel Prize: 2008 vincitrice con Il buon ladro
- PEN/Nora Magid Award for Magazine Editing: 2009 vincitrice con la rivista One Story
- Premio Alex: 2009 vincitrice con Il buon ladro[8]
- Edgar Award per il miglior romanzo: 2018 finalista con Le dodici vite di Samuel Hawley